# Wetterzeube
Wetterzeube è un comune tedesco di 1 678 abitanti situato nel land della Sassonia-Anhalt.
Il 1º gennaio 2010 vi sono stati aggregati i comuni di Breitenbach e Haynsburg.